# Micropterygium carinatum
Micropterygium carinatum är en bladmossart som först beskrevs av Robert Kaye Greville, och fick sitt nu gällande namn av Hermann Johann O. Reimers. Micropterygium carinatum ingår i släktet Micropterygium och familjen Lepidoziaceae. Inga underarter finns listade i Catalogue of Life.